# Gustav Engvall
Gustav Per Fredrik Engvall (* 29. April 1996 in Kalmar) ist ein schwedischer Fußballspieler.

## Verein
Engvall spielte in der Jugend bei Färjestadens GoIF, für den er ab 2011 auch in der Erwachsenenmannschaft auflief. 2012 wechselte er zu IFK Göteborg. Dort spielte er anfangs noch in der Jugend; 2013 debütierte er in der Allsvenskan und gewann auf Anhieb den nationalen Pokal. In der folgenden Spielzeit wurde er als „Newcomer des Jahres“ ausgezeichnet. Mit der Mannschaft gewann er am 17. Mai 2015 erneut den Pokal. Von 2016 bis 2018 stand er dann in England beim Zweitligisten Bristol City unter Vertrag und wurde von dort zwischenzeitlich an Djurgårdens IF sowie IFK Göteborg verliehen.
Zur Saison 2018/19 wechselte er nach Belgien zum KV Mechelen in die Division 1B. Engvall gewann in dieser Saison mit Mechelen den belgischen Pokal und stieg mit dem Verein in die Division 1A auf. In der wegen der COVID-19-Pandemie abgebrochenen Saison 2019/20 bestritt er 9 von 29 möglichen Spielen für Mechelen, wobei er zwei Tore erzielte, sowie das Spiel um den Superpokal. In der Saison 2020/21 waren es 13 von 40 möglichen Spielen ohne einen Torerfolg. In beiden Spielzeiten konnte er mehrfach für längere Perioden infolge einer Knieverletzung nicht spielen. Anfang Mai 2021 wurde sein im Sommer 2022 auslaufender Vertrag bis zum Ende der Saison 2023/24 verlängert. Nachdem er in der Saison 2021/22 21 von 40 möglichen Ligaspielen mit zwei Torerfolgen sowie ein Pokalspiel bestritten hatte, sowie die ersten drei Spiele in der neuen Saison 2022/23, wurde er am 10. August 2022 leihweise für den Rest der Saison 2022 bis Jahresende an Sarpsborg 08 FF nach Norwegen abgegeben.

## Nationalmannschaft
Von 2011 bis 2018 absolvierte Engvall insgesamt 39 Partien für diverse schwedische Jugendauswahlen und erzielte dabei elf Treffer. 2013 nahm er mit der U-17 an der Weltmeisterschaft in den Vereinigten Arabischen Emirate teil und erreichte den 3. Platz. Vier Jahre später bestritt der Stürmer dann mit der U-21 die Europameisterschaft in Polen und schied dort schon in der Gruppenphase aus.
Am 6. Januar 2016 debütierte Engvall dann für die schwedische A-Nationalmannschaft bei einem Testspiel gegen Estland (1:1) und vier Tage später folgte gegen Finnland (3:0) sein zweiter und letzter Einsatz.

## Erfolge
- Schwedischer Pokalsieger: 2013, 2015
- cPokalsieger: 2019